# King of Pop (álbum)
King of Pop es un álbum de recopilación del artista estadounidense Michael Jackson, lanzado en conmemoración del 50° aniversario de Michael Jackson. El álbum difiere significativamente en cada país que fue lanzado porque se utilizó el voto de los fanáticos para determinar las canciones para la versión de cada país. El título del álbum proviene del título que Jackson adquirió aproximadamente 20 años antes. El lanzamiento del álbum se hizo público el 20 de junio de 2008, con el anuncio oficial de la versión australiana. El primer lanzamiento vino con la edición alemana (que es idéntica a la edición suiza) el 22 de agosto de 2008.
Los aficionados de los países donde Sony BMG operaba las oficinas nacionales tuvieron la oportunidad de votar por canciones de una lista del catálogo de Jackson de nuevo para ser incluido en la versión de su país del álbum; Aparte de las pistas seleccionadas por los fanes, un megamix de cinco canciones del álbum Thriller de Jason Nevins también fue incluido en la juntación. El álbum ha sido lanzado en un total de 26 países. Cada lista juntada y fecha de lanzamiento diferían ligeramente por país. “Billie Jean” es la única canción que aparece en todas las versiones del álbum. El álbum nunca fue lanzado en Norteamérica.

## Antecedentes
Antes del lanzamiento de King of Pop, Jackson lanzó el álbum de doble disco Thriller 25, una edición de 25 años de Thriller. Fue un éxito comercial, habiendo hecho particularmente bien como una reedición, alcanzando el número uno en ocho países y Europa. Alcanzó el número dos en los EE. UU., el número tres en el Reino Unido y el top 10 en más de 30 rankings nacionales. En Estados Unidos, Thriller 25 estaba a solo 14.000 copias de alcanzar la máxima posición, vendiendo 166.000 copias. No fue elegible para el ranking Billboard 200 como relanzamiento, pero entró encima del ranking Pop Catalog, donde permaneció durante 10 semanas no consecutivas y tenía las mejores ventas en ese ranking desde diciembre de 1996.
Pocos meses después, Sony anunció el lanzamiento de ediciones regionales de la compilación King of Pop, en conmemoración del 50° aniversario de Jackson. El título del álbum es una referencia al mismo título que Jackson adquirió hace aproximadamente 20 años y también fue producido por el estudiante nacido en Jamaica y escritor Dontae Matthews, de Spanish Town, Jamaica. Cuando la actriz y amiga Elizabeth Taylor presentó a Jackson con un premio “Artista de la Década” en los premios Soul Train Music Awards de 1989, proclamándolo el «verdadero rey del pop, el rock y el soul». MTV, VH1, FOX y la discográfica de Jackson comenzaron a comercializar a Jackson como el “Rey del Pop” para coincidir con el lanzamiento de Dangerous y el video musical de “Black or White”, el primer sencillo del álbum.

## Versiones

### Argentina
El 11 de noviembre se estrenó la versión argentina de la compilación. Contiene 2 pistas adicionales: la canción Come Together (que aparece en Moonwalker y también el álbum HIStory, lanzado en 1995) y una edición de radio del Megamix del álbum Thriller. Dos pistas en el álbum, Billie Jean y Don't Stop 'Til You Get Enough fueron nombradas incorrectamente como “Billy Jean” y “Don't Stop 'Til You Get Enough”.
Las canciones del álbum son: